# Göcek
Göcek – miasto w południowej Turcji, w prowincji Muğla, w dystrykcie Fethiye. Populacja miasta wynosi 4500 mieszkańców, a w lecie 7 000.